# Sola flygbas

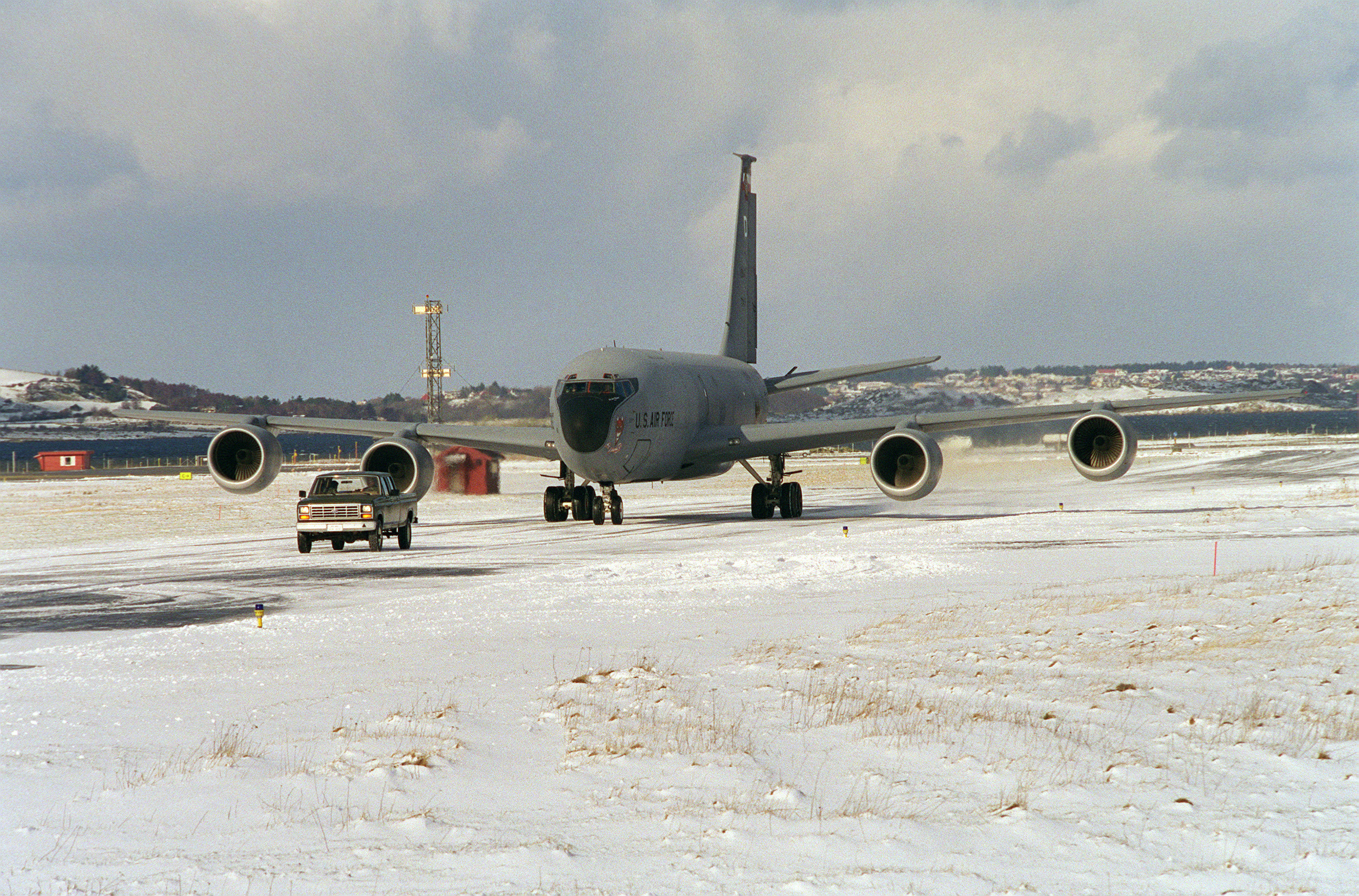
US Air Force Boeing KC-135 Stratotanker från RAF Mildenhall vid Sola flystasjon 1998

Sola flystasjon, 139 Luftvings avdelning Sola, är en norsk militär flygbas i Sola kommun, som är samlokaliserad med den civila flygplatsen Stavangers flygplats, Sola. Flygbasen är huvudbas för Norges flygvapens enhet för räddningshelikoptrar, 330. skvadron.
Flygbasens historik går tillbaka till 1937, då Stavanger Flyveplass invigdes. Från 1939 användes flygplatsen också av Norges flygvapen. Under andra världskriget övertogs flygplatsen av tysk militär och byggdes ut, tillsammans med Forus flyplass, till en viktig bas för Luftwaffe för övervakning av Nordsjön och för flygbombning av norra delen av Storbritannien, bland annat av varvsindustrin i Sunderland.
Sola blev huvudbas för Norges räddningshelikoptrar 1973. Sola flystasjon är idag bas också för delar av Forsvarets logistikkorganisasjon, Agder og Rogaland Heimevernsdistrikt 08 och Cyberforsvaret.